# Leptines de Siracusa (sogre de Hieró II)
Leptines de Siracusa (en grec antic Λεπτίνης) fou un notable ciutadà de Siracusa, amb una filla que es va casar amb Hieró, que més tard va ser rei de Siracusa amb el nom de Hieró II.
Hieró acabava de ser nomenat general de la república i va elegir la filla de Leptines per l'alta consideració d'aquest home entre els siracusans, i amb el pensament posat en el seu futur ascens, segons diu Polibi.